# A1 (motorväg, Portugal)
A1 är en motorväg i Portugal som går sträckan Lissabon - Porto, via Santarém, Leiria, Coimbra och Aveiro. Längden är 303 km.